# Broken Crown Halo
Broken Crown Halo es el séptimo álbum de estudio de la banda de metal gótico italiana Lacuna Coil. Fue lanzado por Century Media el 31 de marzo de 2014 en Europa, Australia y Nueva Zelanda, y el 1 de abril en Norteamérica. Este es el último álbum con el baterista Cristiano "Criz" Mozzati y el guitarrista Cristiano "Pizza" Migliore, quienes se retiraron de la banda el 14 de febrero de 2014 por motivos personales.

## Promoción
El 18 de febrero de 2014, una segunda canción del álbum titulada "Die & Rise" fue añadida a Amazon como descarga digital en Amazon.com..

### Tour
El 13 de enero de 2014, se anunció que Lacuna Coil va a hacer una parte de la segunda gira de The Hottest Chicks In Hard Rock Tour con Sick Puppies, Eyes Set to Kill y Cilver, participando en veinte presentaciones alrededor de los Estados Unidos.

### Sencillos
La canción "Nothing Stands in Our Way" fue el primer sencillo de Broken Crown Halo, siendo lanzada el 7 de febrero de 2014, y el 10 de febrero, con el anuncio del lanzamiento del segundo sencillo, "Die & Rise" en el Reino Unido e Italia, también se anunció que un video oficial fue filmado el mismo día. El tercer sencillo del disco, "I Forgive (But I Won't Forget Your Name)" fue lanzado el 18 de marzo de 2014.

### Ventas
En los Estados Unidos, el álbum debutó en el número 27 en el Billboard 200 con 13.000 copias vendidas en su primera semana.

## Composición
El álbum Broken Crown Halo fue escrito por Lacuna Coil, producido por Jay Baumgardner, diseñado por Kyle Hoffmann y fue remasterizado por Howie Weinberg. El álbum fue descrito por la banda como un álbum cinematográfico, sobre una oscura visión de un futuro próximo. El álbum también fue influenciado por las películas de terror clásicas italianas y bandas como Goblin, y clásicos del director Dario Argento, como Suspiria y Deep Red.

## Lista de canciones
Todas las canciones escritas y compuestas por Jay Baumgardner, Marco Biazzi, Andrea Ferro, Cristina Scabbia, Marco Coti Zelati excepto Nothing Stands In Our Way, por Jay Baumgardner, Marco Biazzi, Andrea Ferro, 
Cristiano Migliore, Cristiano Mozzati, Cristina Scabbia y Marco Zelati. 
| Broken Crown Halo – Standard version |                                                                           |          |  |
| N.º                                  | Título                                                                    | Duración |  |
| 1.                                   | «Nothing Stands In Our Way»                                               | 4:07     |  |
| 2.                                   | «Zombies»                                                                 | 3:47     |  |
| 3.                                   | «Hostage to the Light»                                                    | 3:56     |  |
| 4.                                   | «Victims»                                                                 | 4:31     |  |
| 5.                                   | «Die & Rise»                                                              | 3:44     |  |
| 6.                                   | «I Forgive (But I Won’t Forget Your Name)»                                | 3:56     |  |
| 7.                                   | «Cybersleep»                                                              | 4:26     |  |
| 8.                                   | «Infection»                                                               | 4:23     |  |
| 9.                                   | «I Burn In You»                                                           | 4:15     |  |
| 10.                                  | «In the End I Feel Alive»                                                 | 4:21     |  |
| 11.                                  | «One Cold Day» (Dedicado a Claudio Leo, miembro fallecido de Lacuna Coil) | 6:09     |  |

| Broken Crown Halo "Deluxe Edition Bonus DVD" |                                     |          |  |
| N.º                                          | Título                              | Duración |  |
| 1.                                           | «Chapter 1: Pawn takes rook»        |          |  |
| 2.                                           | «Chapter 2: Beyond the queen»       |          |  |
| 3.                                           | «Chapter 3: Introducing the bishop» |          |  |
| 4.                                           | «Chapter 4: Knights at the ready»   |          |  |
| 5.                                           | «Chapter 5: Sicilian defense»       |          |  |
| 6.                                           | «Chapter 6: The Queen's gambit»     |          |  |
| 7.                                           | «Chapter 7: The castled king»       |          |  |
| 8.                                           | «Chapter 8: The stonewall»          |          |  |
| 9.                                           | «Chapter 9: Endgame»                |          |  |

| Broken Crown Halo Ltd. Deluxe Artbook |                      |          |  |
| N.º                                   | Título               | Duración |  |
| 1.                                    | «Trip the Darkness»  |          |  |
| 2.                                    | «Kill the Light»     |          |  |
| 3.                                    | «End of Time»        |          |  |
| 4.                                    | «I Won't Tell You»   |          |  |
| 5.                                    | «Spellbound»         |          |  |
| 6.                                    | «Wide Awake»         |          |  |
| 7.                                    | «Our Truth»          |          |  |
| 8.                                    | «Closer»             |          |  |
| 9.                                    | «Swamped»            |          |  |
| 10.                                   | «Heaven's A Lie»     |          |  |
| 11.                                   | «To Live is to Hide» |          |  |
| 12.                                   | «1:19»               |          |  |
| 13.                                   | «Halflife»           |          |  |
| 14.                                   | «Senzafine»          |          |  |
| 15.                                   | «My Wings»           |          |  |
| 16.                                   | «Falling Again»      |          |  |
| 17.                                   | «No Need To Explain» |          |  |
| 18.                                   | «The Secret...»      |          |  |

## Posición en las listas
| Lista                       | Posición | Ventas |
| --------------------------- | -------- | ------ |
| Austrian Albums Chart       | 55       |        |
| Belgian Ultratop (Flanders) | 66       |        |
| Belgian Ultratop (Wallonia) | 61       |        |
| Canadian Albums Chart       | 65       |        |
| Dutch Albums Chart          | 75       |        |
| France Albums Chart         | 56       |        |
| German Albums Chart         | 40       |        |
| Greek Albums Chart          | 63       |        |
| Italian Albums Chart        | 13       |        |
| Swiss Albums Chart          | 37       |        |
| UK Albums Chart             | 45       |        |
| UK Rock Chart               | 3        |        |
| US Billboard 200            | 27       | 13,000 |
| US Hard Rock Albums         | 6        | 13,000 |
| US Independent Albums       | 4        | 13,000 |
| US Top Rock Albums          | 9        | 13,000 |
| US Tastemaker Albums        | 16       | 13,000 |

| Año  | Sencillo     | Lista           | Posición |
| ---- | ------------ | --------------- | -------- |
| 2014 | "Die & Rise" | Mainstream Rock | 36       |

## Cronología de lanzamiento
| País           | Fecha               | Edición  | Formato              | Sello         |
| -------------- | ------------------- | -------- | -------------------- | ------------- |
| Europa         | 31 de marzo de 2014 | Estándar | CD, descarga digital | Century Media |
| Australia      | 31 de marzo de 2014 | Estándar | CD, descarga digital | Century Media |
| Nueva Zelanda  | 31 de marzo de 2014 | Estándar | CD, descarga digital | Century Media |
| Canadá         | 1 de abril de 2014  | Estándar | CD, descarga digital | Century Media |
| Estados Unidos | 1 de abril de 2014  | Estándar | CD, descarga digital | Century Media |